# Forêt ancienne de la Rivière-du-Portage
La forêt ancienne de la Rivière-du-Portage est un écosystème forestier exceptionnel du Québec (Canada) située dans la municipalité de Saint-Théophile. 
Cette forêt de 17 hectares a pour mission de protéger une cédrière à épinette rouge n'ayant subi aucune perturbation majeure. 

## Histoire
Le site a été désigné écosystème forestier exceptionnel en 2019.

## Toponymie
La forêt ancienne de la Rivière-du-Portage reprends le toponyme de la rivière du Portage qui coule à proximité. L'origine du nom de la rivière est quant à elle inconnue auprès de la Commission de toponymie.

## Flore
Le couvert forestier est nettement dominé par le thuya occidental. Certaines vieilles tiges ont plus de 300 ans et mesurent plus de 70 centimètres de diamètre. Le sapin baumier ainsi que l'épinette rouge font également partie du couvert forestier.
La strate arbustive est composée notamment de némopanthe mucroné et de ribes lacustre.
Dans le sous-bois de l'écosystème, on retrouve des graminées, du quatre-temps, la ronce pubescente, des fougères ainsi que des mousses. La pleurozie dorée représente la principale espèce de mousse sur le site.